# Ferdinando Alberti
Pour les articles homonymes, voir Alberti.
Ferdinando Alberti (Brescia, 14 mai 1982) est un homme politique italien.

## Biographie
En 2013, il est élu député de la circonscription Lombardie 2 pour le Mouvement 5 étoiles.